# Antwerpen skägghöns

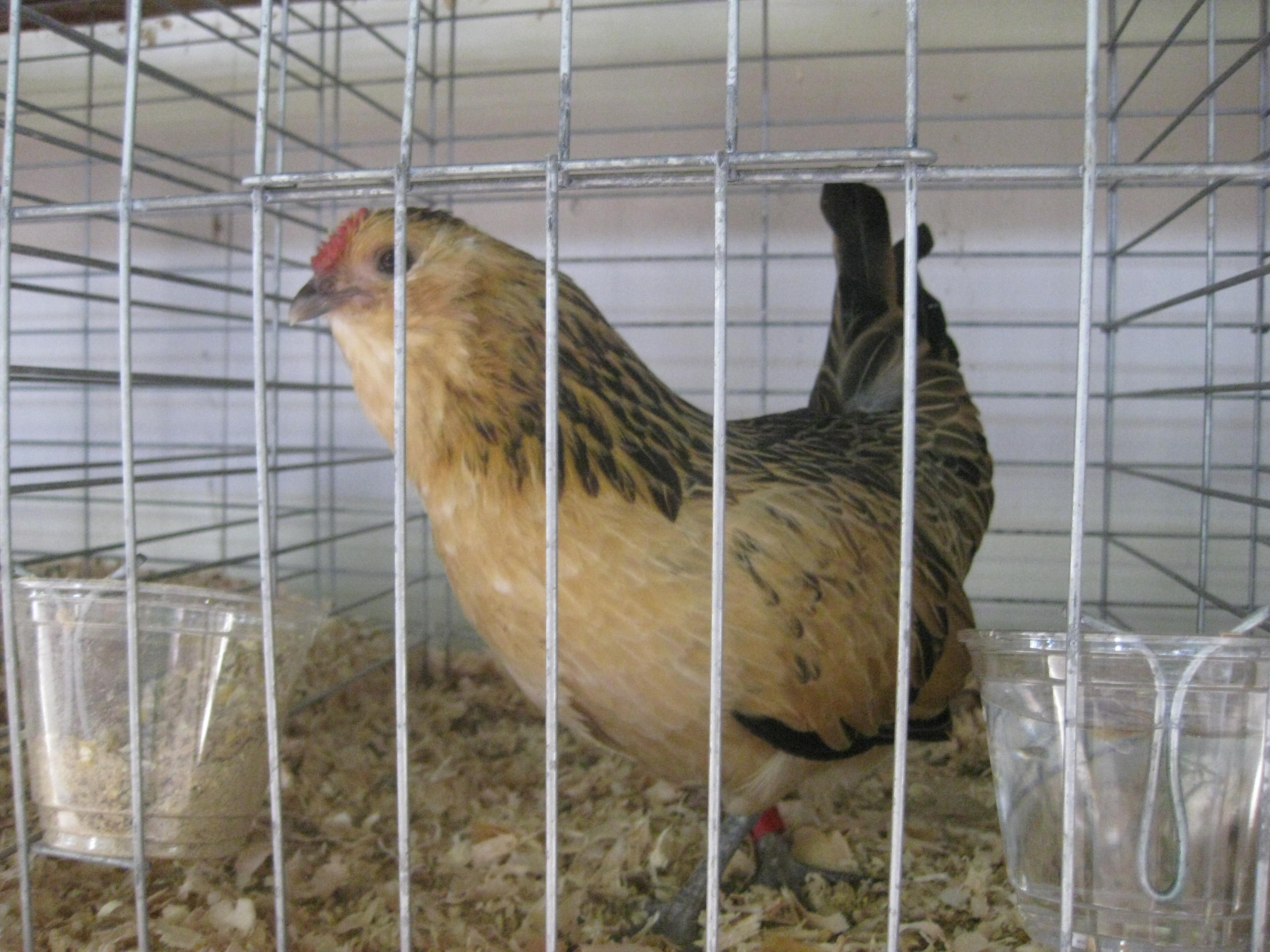

Antwerpen skägghöns är en av de äldsta och minsta dvärghönsraserna, och härstammar från Antwerpen i Belgien. Dess ursprung går tillbaka ända till 1500-talet och den är en urdvärg, det vill säga det finns ingen motsvarande stor ras. Till temperamentet är rasen livlig och tupparna kan vara aggressiva mot andra tuppar.
Antwerpen skägghöns främsta kännetecken utseendemässigt är att individerna har ett påfallande yvigt skägg. En höna väger omkring 600 gram och en tupp väger omkring 700 gram. Äggen har vit till gräddfärgad skalfärg och väger ungefär 25 gram. 
Hönornas värpegenskaper är inte särskilt utpräglade och ruvlusten är medelmåttig. Produktionen av ägg är jämförelsevis låg och sker i omgångar, det vill säga efter att hönorna har värpt några ägg så är det ett uppehåll när de inte värper alls innan nästa omgång.
I Belgien och Frankrike finns det ändå uppfödare som håller Antwerpen skägghöns för att sälja äggen, främst till restauranger som garnering. 

## Färger
- Blå
- Blå kanttecknad
- Blå/porslinsfärgad
- Blå/vaktelfärgad
- Blå/vitfläckig
- Brun
- Gul
- Gul/columbia
- Gökfärgad
- Ljus/columbia
- Porslinsfärgad
- Pärlgrå
- Pärlgrå/vitfläckig
- Röd
- Röd/blå porslinsfärgad
- Rödsadlad
- Silver/vaktelfärgad
- Svart
- Svart/vitfläckig
- Vaktelfärgad
- Vit